# المنظمة الوطنية للطفولة التونسية المصائف و الجولان
المنظمة الوطنية للطفولة التونسية المصائف و الجولات
كما تعرف بأسم ONET أحد فروع المنظمة الوطنية للطفولة في تونس و مجموعة جمعيات محلية متعددة الفروع
تتكون الأنشطة الرئيسية لجمعيتنا في تنظيم مخيمات مجموعات من المواضيع للأطفال والشباب .
و تنظيم الدورات التدريبية للعاملين مع الشباب ، موضوعات الأنشطة (روح المبادرة والقابلية للاستخدام، والبيئة ، والاستبعاد الاجتماعي، والترفيه للشباب).

## نبذة تاريخية
وفي السنوات الموالية ازدهرت حركة المصائف في سويسرا على طريقة القس بيون وفي غضون سنة 1899 انتشرت هذه الحركة في 29 مدينة واستقطبت حوالي 3500 طفلا مشاركا في المصائف .
ولقت هذه الحركة تجاوبا كبيرا في أوروبا ثم بصفة متأخرة في كل من الولايات المتحدة وفي بلدان أمريكا اللاتينية واليابان.ونشير مثلا أنّ فرنسا تطور عدد المستفيدين بالمصائف من 100 ألف سنة 1913 إلى 430 ألف سنة 1936 وأكثر من مليون مستفيد سنة 1955 .

## تاريخ حركة المصائف والجولات بتونس
ظهرت أول حركة للمصائف والجولات بتونس سنة 1902 على أيدي أجانب ينتسبون إلى جمعيات فرنسية مختلفة، وكانت عنايتهم متجهة أولا وبالذات إلى أبناء الفرنسيين والى جانب يسير من أبناء الموالين لنظام الحماية ومن أطفال الطبقة الميسورة من التونسيين.
ولم تحظ الأغلبية الساحقة من أبناء الشعب التونسي بهذه العناية والاهتمام ، إلا بعد حوالي 41 عاما، عندما أقدم السيد محمد صفر ، متفقد التعليم الابتدائي وقتها واحد مؤسسي الهلال الأحمر التونسي ، على تنظيم أول مصيف تونسي ضم 80 طفلا يتيما من أبناء الشعب ممن فقدوا أولياءهم أثناء الحرب العالمية الثانية والذين كانوا تحت رعاية الهلال الأحمر .
وفي سنة 1944 ، عقدت الرابطة الفرنسية بمصلحة الشباب بنهج الكومسيون التابعة لإدارة التعليم العمومي والفنون الجميلة أول اجتماع ضم إطارات تونسية تهتم بشؤون الشباب والطفولة كان من بينها السيدان محمد الطرابلسي ومصطفى النابلي تم على اثر ذلك بان يسمح للتونسيين أن تخصص لهم أفواج في نطاق المصائف التي تقيمها الرابطة الفرنسية للتعليم . وهكذا أقيم مصيف مشترك بإدارة مصطفى النابلي في عين سلطان شارك فيه نفر قليل من الأطفال التونسيين اشرف على تسييرهم بعض الإطارات التونسية نذكر منهم الأخت بختة الصدام .
وفي سنة 1945 تكونت حركة مصائفية تونسية بحتة ضمن نشاط كشاف تونس وباشر قادتها في بادئ الأمر تنظيم المصائف والسهر على تسييرها في انتظار إعداد وتكوين المدربين ، فنظمت في نفس السنة مصيفا ببئر الباي اشرف على تسييره قادة الجوالة ماديا وتربويا بإدارة السيد بلقاسم عمامو وأسندت مهمة التنسيق بين المدرين للسيد الحبيب صفر.
وفي السنة الموالية 1946 أقيمت ثلاث مصائف بكل من الحمامات وبئر الباي وعين سلطان أسندت إدارتها إلى السادة الناصر زليلة بعين سلطان علي زيان ب الحمامات (تونس) الحمامات و الهادي الخذيري ببئر الباي بإشراف القائد العام للكشاف المسلم التونسي المنجي بالي

### انبعاث جمعية المصائف الإسلامية التونسية
تاريخ 27 سنة 1947 ، عقد المؤتمر التأسيسي لحركة المصائف استقل على إثره نشاط المصائف عن النشاط الكشفي . وتأسست بمقتضاه أول جمعية للمصائف أطلق عليها (جمعية المصائف الإسلامية التونسية) وتولت نخبة من المربين تسيير شؤونها والسهر عليها برئاسة الدكتور محمد بن صالح وعضوية السادة علي زيان ومحمد الطرابلسي ومحمد الشبك وعلي الجليلي ومحمد بن عبد القادر ومحمد بالطيب ومحمد بوعزيز ومحمد بكير ومصطفى النابلي .ونالت الاعتراف الحكومي بها في 21 ماي 1948 .
في سنة 1948 عقدت الجمعية مؤتمرها الأول ليترأس هيئة جمعية المصائف الإسلامية التونسية الدكتور الصادق المقدم وتركبت الهيئة من الأعضاء علي الجليلي وحمودة الحداد مساعدي رئيس ومحمد الشبك أمين مال ومصطفى النابلي وعلي زيان ومحمد بن عبد القادر ومحمد بالطيب أعضاء.

وفعلا جرت صائفة 1948 في نشاط لا نظير له فشارك في المصائف زهاء 640 طفل بإشراف 60 مدربا و 8 مديرين إلا انه كانت صعوبات مادية تعترض سير الجمعية ومن بينها نقص المنح الإدارية.. وهكذا نظمت الجمعية الجديدة في سنة 1948 أول مصيف لها بعين سلطان بإدارة السيد الهادي بلحاج رمضان ومساعدة السادة قاسم الجدّي وصالح عمار ومحجوب الزراري واشرف على التموين والاقتصاد السيد محسن البواب وأسندت مهمة التنسيق للسيد الحبيب صفر .
وتواصلت المساعي وانتشرت الدعاية فنظمت للمرة الأولى في سنة 1949 مصائف خاصة بالبنات وفي هذه المرحلة الأولى مدة أربع سنوات ارتفع عدد الأطفال من 640 إلى 925 وعدد الإطارات من 60 إلى 165 وهكذا يظهر واضحا أن نشاط الجمعية بدا بحماس وتواصل مطردا بفضل إخلاص وحزم إطاراتها والمسؤولين على حظوظها.

### الكفاح الوطني ضد الاستعمار
إنخرطت جمعيّة المصائف الإسلامية التونسية
وإطاراتها في الحركة التحريرية المسلّحة ضد المستعمر فبمجرّد أن اندلعت نار الكفاح المسلّح خاض الشّباب التّونسي غمار المعركة وكان من بينه إطارات المصائف فغضب لذلك المسؤول عن حظوظ حركات الشباب في ذلك العهد وهو الميسيو باي فأذن بحرمان الجمعية من المساعدة المادية والأدبية قصد شلّ نشاطها فعطلت تربصاتها ونقل المشرفون على الجمعية للعمل كمعلمين في المدارس التابعة لإدارة التعليم آنذاك خارج العاصمة، وأغلق مقرها الكائن بنهج بوخريص مع زميلتها الكشافة . و نفي رئيسها المناضل الوطني الدكتور الصادق المقدم الذي كان تولى وهو رئيس لجمعية المصائف الإسلامية التونسية في بداية الخمسينات قيادة الديوان السياسي الحزب الحر الدستوري الجديد للحزب الحر الدستوري الجديد صحبة فرحات حشاد قبل أن يعتقل ويقع نفيه إلى محتشد .

## أهداف المنظمة
تعمل المنظمة الوطنية للطفولة التونسية المصائف والجولات على تكوين الشباب للمساهمة في تربية النشء وتكوينهم وطنيا واجتماعيا وأخلاقيا وبدنيا وفنيا وتقنيا وتمكينهم من تربية شاملة تكمل عمل الأسرة والمدرسة من خلال أنشطة متنوعة تتمثل بالخصوص في نوادي الأطفال واليافعين والشباب
- بلديات الأطفال
- تعاطي الأنشطة الرياضية والتربية البدنية
- تنظيم الجولات الأسبوعية
- الحياة في الهواء الطلق
- تنظيم المصائف والملتقيات
- تنظيم الأنشطة الموسمية والتظاهرات داخل الجمهورية وخارجها .
- التنشيط الثقافي بالمدارس وبالأحياء الحضرية والمناطق الريفية.
- التربية على المحافظة على البيئة وحماية المحيط.
- التربية على تنمية الحس التضامني روح التطوع.
- التربية على تنمية روح المواطنة والسلوك الحضاري .

## هياكل المنظمة
يباشر الأعضاء الناشطون للمنظمة الوطنية للطفولة التونسية المصائف والجولات نشاطهم صلب الهياكل التمثيلية التالية
- المؤتمر الوطني
- المجلس الوطني
- المكتب التنفيذي
- الهيئة الإدارية العليا
- المجالس الجهوية
- المكاتب الجهوية
- المجالس المحلية
- المكاتب المحلية
لا يمكن للأعضاء الناشطين الجمع بين عضوية هيكلين تنفيذيين للمنظمة.
يتم تجديد الهياكل مرة كل أربع سنوات بالنسبة للمكتب التنفيذي والمكاتب الجهوية ويتخللها جلسة عامة تقييمية بعد انقضاء سنتين. ويتم تجديد المكاتب المحلية مرة كل سنتين.